# Bandhuwan
Bandhuwan (nep. बघवन) – gaun wikas samiti w środkowej części Nepalu w strefie Narajani w dystrykcie Bara. Według nepalskiego spisu powszechnego z 2001 roku liczył on 638 gospodarstw domowych i 4112 mieszkańców (2015 kobiet i 2097 mężczyzn).